# Lestedo (Lugo)
Lestedo (llamada oficialmente Santiago de Lestedo) es una parroquia y una aldea española del municipio de Palas de Rey, en la provincia de Lugo, Galicia.

## Organización territorial
La parroquia está formada por catorce entidades de población, constando trece de ellas en el nomenclátor del Instituto Nacional de Estadística español:
- Abenostre
- A Brea
- Chousovello (Chouso Vello)
- Lamelas (As Lamelas)
- Lestedo
- Liúlfe
- Lodeiro
- Mamurria (A Mamurria)
- Portos
- A Riba
- Rosario (O Rosario)
- Sucastro
- Valos (Os Valos)
- Vilaxoán

## Demografía

### Parroquia
| Gráfica de evolución demográfica de Lestedo (parroquia) entre 2000 y 2020 |
|                                                                           |
| Datos según el nomenclátor publicado por el INE.                          |

### Aldea
| Gráfica de evolución demográfica de Lestedo (aldea) entre 2000 y 2020 |
|                                                                       |
| Datos según el nomenclátor publicado por el INE.                      |